# Финеган, Оуэн
Оуэн Финеган (англ. Owen Finegan, родился 22 апреля 1972 года в Сиднее) — австралийский регбист, выступавший на позиции фланкёра; чемпион мира 1999 года в составе сборной Австралии. В настоящее время занимает должность исполнительного директора благотворительной организации The Kids’ Cancer Project.

## Биография

### Клубная карьера
Воспитанник клубов «Уэверли» и «Рэндуик». С 1996 года выступал в Супер 12 за команду «Брамбиз» (Австралийская столичная территория), сыграл 90 матчей во франшизе: к 2005 году он входил в число трёх игроков, выступавших в чемпионате с момента его образования. С командой он выиграл чемпионат 2004 года и занёс рекордную 31 попытку для нападающего. В 2005 году он заключил двухлетний контракт с клубом «Ньюкасл Фэлконс», однако уже через год покинул команду. В сезоне 2006/2007 он играл за любительский клуб «Бектив Рейнджерс» и за профессиональный «Ленстер» из Про12: там его тренировал бывший тренер клуба «Рэндуик» Майкл Чейка. В 2007 году Финеган сыграл последнюю свою официальную игру, уже за клуб «Лестер Тайгерс», с которым заключил пятимесячный контракт во время чемпионата мира во Франции и за который проводил предсезонные матчи: матч чемпионата Англии против клуба «Бристоль», в котором Финеган играл с первых минут, обернулся для него травмой паха, после которой Оуэн завершил игровую карьеру. В 2020 году журнал «NZ World Rugby's» включил Финегана в символическую сборную Супер Регби всех времён на позицию под номером 6 (левый фланкёр).

### Карьера в сборной
9 июня 1996 года Финеган дебютировал в составе сборной Австралии в игре против Уэльса в Брисбене. Несмотря на травмы лодыжки и колена, потребовавшие даже замены коленного сустава, и травмы плечевых суставов, Оуэн отыграл 55 матчей и набрал 30 очков. В 1999 году Финеган стал чемпионом мира в составе австралийской сборной: команда перед началом турнира собралась в гольф-клубе «Портмарнок» под Дублином и получила в качестве подарка большие запасы пива Guinness от организаторов встречи. В самом финале против Франции на последних минутах Оуэн, смяв всю французскую оборону, прорвался почти по центру и занёс попытку, которую успешно реализовал Мэтт Бёрк, закрепив итоговый победный для австралийцев счёт 35:12.
В 2000-е годы Финеган был ключевым игроком австралийской сборной и участвовал в ряде важнейших матчей, где австралийцы одерживали победы. В 2001 году Финеган был признан лучшим австралийским регбистом по итогам года, однако в 2003 году, несмотря на хорошую форму, не попал в заявку сборной на домашний чемпионат мира.

### Тренерская работа
В 2008 году Финеган вернулся в клуб «Брамбиз» в статусе помощника тренера, а в 2011 году тренировал клуб «Гангалин Иглз».

### Благотворительная деятельность
Финеган является послом фонда White Ribbon, выступающего против насилия в отношении женщин, с 2015 года — исполнительный директор фонда The Kids’ Cancer Project, который собирает средства в помощь детям, больным онкологическими заболеваниями. В 2011—2017 годах — исполнительный директор вертолётной службы спасения Snowy Hydro SouthCare, оказывавшей медицинскую помощь нуждающимся в Австралийской столичной территории и южной части Нового Южного Уэльса. Также известен как мотивационный оратор.